# Orodes I
Orodes I da Pártia governou o Império Parto entre. 90 a.C. to 80 a.C, sucedendo a Gotarzes I da Pártia. Até 88 a.C. o seu reinado coincidiu com o de Mitrídates II da Pártia, o rei rival contra qual Gotarzes se havia revoltado.

## Nome
Orodes (Ὀρώδης, Orōdēs) é a forma grega do iraniano médio Verode / Urude (em parta: 𐭅𐭓𐭅𐭃, Wērōd/Urūd). Sua etimologia é disputada, mas foi proposto que tenha se originado no iraniano antigo *Hurauda, "de forma acentuada". Foi registrado em persa novo como Viru (ویرو) e em armênio como Vorote (Վորոթ, Vorot’).

## Vida
Pouco se sabe sobre este rei, assim como os demais supostos reis (Gotarzes, Sanatruces e Fraates III) que governaram neste período de desordem, que se seguiu à morte de Mitrídates II (88 ou 87 a.C.).
A história da Pártia durante este este período é um pouco obscura, mas o reinado de Orodes parece ter terminado um pouco como tinha começado, em guerra civil contra oponente desconhecido. O nome do seu sucessor é também desconhecido e é somente com o começo do reinado de Sanatruces de Pártia (77 a.C. que a linha de governantes partos pode novamente ter um escrutínio histórico confiável.